# George Cavendish
George Cavendish (Suffolk, 1497 – 1562) è stato uno scrittore britannico.
Segretario di Thomas Wolsey, ne scrisse nel 1557 una biografia che fu stampata però solo nel 1641.